# Кужела, Ольга Петровна
Ольга Петровна Кужела (29 августа 1985, Ленинград, СССР) — российская синхронистка. Олимпийская чемпионка 2008 года, многократная чемпионка мира и Европы.

## Биография
Мать — мастер спорта по плаванию и парашютному спорту хотела, чтобы дочь пошла по её стопам. В бассейне университета им. Лесгафта, прошла жесткий отбор в группу синхронного плавания: из 23 девочек были приняты только три. Тренировалась первые три года у Светланы Абраменко, позже у Марии Ильиной. В 11-летнем возрасте сенсационно выиграла чемпионат России. В 13 лет была вынуждена переехать в Москву так как Ильина ушла в декретный отпуск, а других тренеров такого уровня в городе не было.
В 2011 году открыла школу по синхронному плаванию в бассейне Национального государственного университета физической культуры, спорта и здоровья имени П. Ф. Лесгафта.

## Награды и звания
- Орден Дружбы — За большой вклад в развитие физической культуры и спорта, высокие спортивные достижения на Играх XXIX Олимпиады 2008 года в Пекине[7]
- Заслуженный мастер спорта России